# Oregon (Illinois)
Pour les articles homonymes, voir Oregon (homonymie).
Oregon est le siège du comté d'Ogle, dans l'Illinois, aux États-Unis. La ville est incorporée le 23 octobre 1879,. Lors du recensement de 2010, elle comptait une population de 3 721 habitants.